# Christian Syse
Christian Syse, född 30 september 1962, är en norsk diplomat och ämbetsman.
Syse är utbildad vid Norges handelshøyskole och Yale University samt har genomgått Försvarets kurs i ryska. Han har arbetat inom utrikestjänsten sedan 1989. Han var anställd vid statsministerns kontor från 1998 till 2003 då han blev avdelningschef och kommittésekreterare i Stortingets utrikeskommitté. Han var vidare expeditionschef vid Utrikesdepartementet 2008–2011 och assisterande utrikesråd 2011–2017. Det sistnämnda året utnämndes han till Norges ambassadör i Stockholm.
Christian Syse är son till statsminister Jan P. Syse. Tillsammans med modern Else och brodern Henrik Syse är han medredaktör till boken Ta ikke den ironiske tonen. Tanker og taler av Jan P. Syse (Oslo, 2003).
Syse kallades till korresponderande ledamot av Kungliga Krigsvetenskapsakademien 2023.